# Liste des œuvres publiques du 16e arrondissement de Paris

Cet article tente de recenser les principales œuvres d'art public du 16e arrondissement de Paris, en France.

## Liste

### Sculptures
| Œuvre                                             | Auteur                         | Localisation                                                                      | Notes                                                         | Installation | Coordonnées                      | Illustration                                      |
| ------------------------------------------------- | ------------------------------ | --------------------------------------------------------------------------------- | ------------------------------------------------------------- | ------------ | -------------------------------- | ------------------------------------------------- |
| Monument à Paul Adam                              | Paul Landowski                 | Jardins du Trocadéro                                                              |                                                               |              | à géolocaliser                   | Image manquante                                   |
| Âge d'airain                                      | Auguste Rodin                  | Place Rodin                                                                       |                                                               |              | 48° 51′ 12″ nord, 2° 16′ 16″ est | Âge d'airain                                      |
| Monument au chancelier d'Aguesseau                |                                |                                                                                   |                                                               |              | 48° 50′ 51″ nord, 2° 16′ 07″ est | Monument au chancelier d'Aguesseau                |
| Monument au roi Alexandre Ier de Yougoslavie      | Maxime Real del Sarte          | Place de Colombie                                                                 |                                                               | 1936         | 48° 51′ 49″ nord, 2° 16′ 05″ est | Image manquante                                   |
| Monument à Alphand                                | Jules Dalou                    | Avenue Foch                                                                       |                                                               | 1899         | 48° 52′ 25″ nord, 2° 17′ 24″ est | Monument à Alphand                                |
| Amiral                                            | Yasuo Mizui                    | Bois de Boulogne                                                                  |                                                               |              | 48° 51′ 45″ nord, 2° 14′ 57″ est | Image manquante                                   |
| Apollon musagète                                  | Henri Bouchard                 | Jardins du Trocadéro                                                              |                                                               | 1937         | à géolocaliser                   | Image manquante                                   |
| Au soir de la vie                                 | Gustave Michel                 | Square Brignole-Galliera                                                          |                                                               | 1901         | à géolocaliser                   | Image manquante                                   |
| Caïn                                              | Joseph-Michel Caillé           | Jardin du Ranelagh                                                                |                                                               | 1871         | à géolocaliser                   | Caïn                                              |
| Luís de Camões                                    | Clara Menéres (pt)             | Avenue de Camoëns                                                                 |                                                               | 1987         | 48° 51′ 34″ nord, 2° 17′ 14″ est | Image manquante                                   |
| La Campagne                                       | Paul Cornet                    | Jardins du Trocadéro                                                              |                                                               | 1937         | à géolocaliser                   | Image manquante                                   |
| Cavalier arabe                                    | Jean-Jacques Feuchère          | Pont d'Iéna                                                                       |                                                               |              | 48° 51′ 37″ nord, 2° 17′ 29″ est | Cavalier arabe                                    |
| Cavalier grec                                     | François Théodore Devaulx      | Pont d'Iéna                                                                       |                                                               |              | 48° 51′ 37″ nord, 2° 17′ 28″ est | Cavalier grec                                     |
| Chevaux et Chien                                  | Georges Guyot                  | Jardins du Trocadéro                                                              |                                                               | 1937         | 48° 51′ 42″ nord, 2° 17′ 22″ est | Image manquante                                   |
| Les Connaissances Humaines                        | Raymond Delamarre              | Jardins du Trocadéro                                                              |                                                               | 1937         | à géolocaliser                   | Image manquante                                   |
| La Danse triomphale                               | Carlo Sarrabezolles            | Place de Varsovie                                                                 |                                                               | 1925         | à géolocaliser                   | Image manquante                                   |
| Monument à Debussy                                | Jean et Joël Martel            | Jardin Claude-Debussy                                                             |                                                               | 1932         | à géolocaliser                   | Monument à Debussy                                |
| Dieu Pan et un tigre                              | Just Becquet                   | Square Brignole-Galliera                                                          |                                                               | 1899         | à géolocaliser                   | Dieu Pan et un tigre                              |
| L'Électricité                                     | Jean-Antoine Injalbert         | Pont de Bir-Hakeim                                                                |                                                               |              | 48° 51′ 21″ nord, 2° 17′ 15″ est | L'Électricité                                     |
| Enfance de Bacchus                                | Jean-Joseph Perraud            | Square Brignole-Galliera                                                          |                                                               | 1857         | à géolocaliser                   | Enfance de Bacchus                                |
| La Femme                                          | Daniel-Joseph Bacqué           | Jardins du Trocadéro                                                              |                                                               | 1937         | à géolocaliser                   | Image manquante                                   |
| Flamme de la Liberté                              |                                |                                                                                   |                                                               |              | 48° 51′ 51″ nord, 2° 18′ 03″ est | Flamme de la Liberté                              |
| Flore                                             | Louis-Aimé Lejeune             | Jardins du Trocadéro                                                              |                                                               | 1937         | à géolocaliser                   | Image manquante                                   |
| Flore                                             | Marcel Gimond                  | Jardins du Trocadéro                                                              |                                                               | 1937         | à géolocaliser                   | Image manquante                                   |
| Statue équestre du Maréchal Foch                  | Robert Wlérick, Raymond Martin | Place du Trocadéro-et-du-11-Novembre                                              |                                                               | 1951         | 48° 51′ 46″ nord, 2° 17′ 14″ est | Statue équestre du Maréchal Foch                  |
| Hommage à Jean de La Fontaine                     | Charles Correia                | Jardin du Ranelagh                                                                |                                                               | 1984         | 48° 51′ 30″ nord, 2° 16′ 10″ est | Image manquante                                   |
| La France                                         | Antoine Bourdelle              | Palais de Tokyo                                                                   |                                                               |              | 48° 51′ 51″ nord, 2° 17′ 50″ est | La France                                         |
| Benjamin Franklin                                 | John J. Boyle (en)             | Square de Yorktown ; angle de l'avenue Paul-Doumer et de la rue Benjamin-Franklin |                                                               | 1898         | 48° 51′ 42″ nord, 2° 17′ 11″ est | Benjamin Franklin                                 |
| Paul-Louis-Benjamin Godard                        | Jean-Baptiste Antoine Champeil | Square Lamartine                                                                  |                                                               | 1904         | à géolocaliser                   | Paul-Louis-Benjamin Godard                        |
| Hercule domptant un bison                         |                                | Jardins du Trocadéro                                                              |                                                               | 1937         | à géolocaliser                   | Image manquante                                   |
| Myron Timothy Herrick                             | Léon-Ernest Drivier            | Place des États-Unis                                                              |                                                               | 1937         | à géolocaliser                   | Image manquante                                   |
| L'Homme                                           | Pierre Traverse                | Jardins du Trocadéro                                                              |                                                               | 1937         | à géolocaliser                   | Image manquante                                   |
| Victor Hugo et les Muses                          | Auguste Rodin                  | Square Lamartine                                                                  |                                                               | 1909         | à géolocaliser                   | Victor Hugo et les Muses                          |
| Les Jardins                                       | Robert Couturier               | Jardins du Trocadéro                                                              |                                                               | 1937         | à géolocaliser                   | Image manquante                                   |
| La Jeunesse                                       | Alexandre Descatoire           | Jardins du Trocadéro                                                              |                                                               | 1937         | à géolocaliser                   | Image manquante                                   |
| La Jeunesse                                       | Pierre-Marie Poisson           | Jardins du Trocadéro                                                              |                                                               | 1937         | à géolocaliser                   | Image manquante                                   |
| La Joie de vivre                                  | Léon-Ernest Drivier            | Jardins du Trocadéro                                                              |                                                               | 1937         | à géolocaliser                   | Image manquante                                   |
| Statue de Lamartine                               | Paul Niclausse                 | Square Lamartine                                                                  |                                                               | 1951         | à géolocaliser                   | Image manquante                                   |
| Monument au général de Lattre de Tassigny         | Philippe Kaeppelin             | Place du Maréchal-de-Lattre-de-Tassigny                                           |                                                               | 1981         | 48° 52′ 18″ nord, 2° 16′ 31″ est | Image manquante                                   |
| Monument à Émile Levassor                         | Jules Dalou, Camille Lefèvre   | Square Alexandre-et-René-Parodi                                                   |                                                               | 1907         | à géolocaliser                   | Monument à Émile Levassor                         |
| Monument à Eugène Manuel                          | Gustave Michel                 | Lycée Janson-de-Sailly                                                            |                                                               |              | à géolocaliser                   | Monument à Eugène Manuel                          |
| Mascarons                                         | Auguste Rodin                  | Jardin des serres d'Auteuil                                                       | Quatorze mascarons sur le mur de soutènement des terrasses    | 1897         | à géolocaliser                   | Image manquante                                   |
| Le Matin                                          | Pryas                          | Jardins du Trocadéro                                                              |                                                               | 1937         | à géolocaliser                   | Image manquante                                   |
| Méditation                                        | Tony Noël                      | Jardin du Ranelagh                                                                |                                                               | 1882         | à géolocaliser                   | Méditation                                        |
| La Navigation                                     | Jean-Antoine Injalbert         | Pont Mirabeau                                                                     |                                                               |              | 48° 50′ 48″ nord, 2° 16′ 30″ est | La Navigation                                     |
| Les Oiseaux                                       | Lucien Brasseur                | Jardins du Trocadéro                                                              |                                                               | 1937         | à géolocaliser                   | Image manquante                                   |
| Pêcheur ramenant la tête d'Orphée dans ses filets | Léon-Eugène Longepied          | Jardin du Ranelagh                                                                |                                                               | 1883         | à géolocaliser                   | Pêcheur ramenant la tête d'Orphée dans ses filets |
| Pomone                                            | Robert Wlérick                 | Jardins du Trocadéro                                                              |                                                               | 1937         | à géolocaliser                   | Image manquante                                   |
| Le Printemps                                      | Paul Niclausse                 | Jardins du Trocadéro                                                              |                                                               | 1937         | à géolocaliser                   | Image manquante                                   |
| Protection et Avenir                              | Honoré Icard                   | Square Brignole-Galliera                                                          |                                                               |              | à géolocaliser                   | Protection et Avenir                              |
| Comte de Rochambeau                               | Fernand Hamar                  | Place Rochambeau                                                                  |                                                               | 1933         | 48° 51′ 59″ nord, 2° 17′ 48″ est | Image manquante                                   |
| Scène bachique                                    | Jules Dalou                    | Jardin des serres d'Auteuil                                                       | Également nommée « La Bacchanale » ; haut-relief sur fontaine | 1897         | à géolocaliser                   | Scène bachique                                    |
| Robert Schuman                                    | Jean-François Hamelin          | Square Robert-Schuman                                                             |                                                               | 1985         | à géolocaliser                   | Image manquante                                   |
| Sol et Colombe                                    | Martial Raysse                 | Square Lamartine                                                                  |                                                               | 1992         | 48° 51′ 51″ nord, 2° 17′ 34″ est | Image manquante                                   |
| Stèle                                             | Jean-Pierre Raynaud            | 3 rue Michel-Ange                                                                 |                                                               | 1989         | 48° 50′ 51″ nord, 2° 15′ 50″ est | Image manquante                                   |
| Taureau et Daim                                   | Paul Jouve                     | Jardins du Trocadéro                                                              |                                                               | 1937         | à géolocaliser                   | Image manquante                                   |
| Terre du Mexique en terre de France               | Agueda Lozano                  | Place de Mexico                                                                   |                                                               | 2006         | 48° 51′ 56″ nord, 2° 17′ 00″ est | Image manquante                                   |
| Léon Tolstoï                                      | Akop Gurdjan                   | Square Tolstoï                                                                    |                                                               | 1955         | à géolocaliser                   | Image manquante                                   |
| Le Travail                                        | Jules Coutan                   | Pont de Bir-Hakeim                                                                |                                                               |              | 48° 51′ 21″ nord, 2° 17′ 15″ est | Image manquante                                   |
| Monument à Edgard de Trentinian                   |                                |                                                                                   |                                                               |              | 48° 52′ 19″ nord, 2° 16′ 33″ est | Image manquante                                   |
| Paul Valéry                                       | Renée Vautier                  | Jardins du Trocadéro                                                              |                                                               | 1937         | à géolocaliser                   | Image manquante                                   |
| Vent des batailles                                | Albert Féraud                  | Square Alexandre-et-René-Parodi                                                   | Monument au général Kœnig                                     | 1984         | 48° 52′ 35″ nord, 2° 16′ 53″ est | Vent des batailles                                |
| La Ville de Paris                                 | Jean-Antoine Injalbert         | Pont Mirabeau                                                                     |                                                               |              | 48° 50′ 49″ nord, 2° 16′ 30″ est | La Ville de Paris                                 |
| La Vision du poète                                | Georges Bareau                 | Jardin du Ranelagh                                                                |                                                               | 1902         | à géolocaliser                   | Image manquante                                   |
| Statue équestre de Washington                     | Daniel Chester French          | Place d'Iéna                                                                      |                                                               | 1900         | 48° 51′ 53″ nord, 2° 17′ 38″ est | Statue équestre de Washington                     |
| Washington et La Fayette                          | Auguste Bartholdi              | Place des États-Unis                                                              |                                                               | 1890         | à géolocaliser                   | Washington et La Fayette                          |
| Horace Wells                                      | René Bertrand-Boutée           | Place des États-Unis                                                              |                                                               | 1910         | à géolocaliser                   | Image manquante                                   |

### Œuvres diverses
| Œuvre                     | Auteur           | Localisation       | Notes | Installation | Coordonnées                      | Illustration      |
| ------------------------- | ---------------- | ------------------ | --- | ------------ | -------------------------------- | ----------------- |
| Hommage au Préfet Érignac | Jakob Gautel     | Avenue Mozart      | Bancs portant chacun trois plaques de laiton gravées d'une citation provenant des notes de Claude Érignac ; projection lumineuse syr façade la nuit | 2004         | 48° 51′ 15″ nord, 2° 16′ 06″ est | Image manquante   |
| Pavillon d'entrée         | Hector Guimard   | Avenue Foch        | Entrée de la station de métro Porte Dauphine |              | 48° 52′ 20″ nord, 2° 16′ 38″ est | Pavillon d'entrée |
| Physichromie double face  | Carlos Cruz-Díez | Place du Venezuela | Installation chromatique | 1976         | 48° 52′ 18″ nord, 2° 17′ 12″ est | Image manquante   |

### Œuvres détruites
| Œuvre                          | Auteur                         | Localisation                | Notes | Installation | Coordonnées                      | Illustration                     |
| ------------------------------ | ------------------------------ | --------------------------- | --- | ------------ | -------------------------------- | -------------------------------- |
| Cerf forcé                     | Ernest Dagonet                 | Roseraie de Bagatelle       | |              | à géolocaliser                   | Image manquante                  |
| Monument à Jean de La Fontaine | Alphonse Dumilatre             | Jardin du Ranelagh          | Fondu en 1942 ; remplacé en 1983 par le monument actuel, réalisé par Charles Correia | 1891         | à géolocaliser                   | Image manquante                  |
| Monument à Benjamin Godard     | Jean-Baptiste Antoine Champeil |                             | Le monument dont les parties en pierre, piédestal et buste de Godard, sont toujours en place, comporte deux grands personnages en bronze accostant le socle qui sont fondus durant l'Occupation. | 1904         | à géolocaliser                   | Image manquante                  |
| Lion et Crocodile              | Auguste Cain                   | Jardins du Trocadéro        | |              | à géolocaliser                   | Image manquante                  |
| Monument à Victor Hugo         | Louis-Ernest Barrias           | Place Victor-Hugo           | Inauguré à l'occasion du centenaire du poète, monument grandiose composé de plusieurs personnages en bronze et quatre bas-reliefs en pierre. Il est fondu en 1943. Cependant les bas-reliefs sont sauvés : on peut en retrouver un au musée des beaux-arts de Calais et les trois autres à Veules-les-Roses. | 1902         | à géolocaliser                   | Monument à Victor Hugo (détruit) |
| Statue d'Alphonse de Lamartine | Anatole Marquet Vasselot       | Square Lamartine            | Fondue sous l'Occupation ; remplacée en 1951 par une statue en pierre réalisée par Paul Niclausse | 1886         | à géolocaliser                   | Image manquante                  |
| Monument à Victorien Sardou    | Albert Bartholomé              | Bois de Boulogne            | Inauguré en 1924 place de la Madeleine, transféré sur la place Victorien-Sardou en 1930 ; fondu en 1942 | 1924         | à géolocaliser                   | Image manquante                  |
| Le Téléphone                   | Sophie Calle et Frank Gehry    | Pont du Garigliano          | Démonté en 2012 | 2006         | 48° 50′ 21″ nord, 2° 16′ 06″ est | Image manquante                  |
| Les Veilleurs                  | Louis Riché (en)               | Jardin des serres d'Auteuil | |              | à géolocaliser                   | Image manquante                  |